# د لئون (تگزاس)
د لئون، تگزاس(به انگلیسی: De Leon, Texas) شهری در ایالت تگزاس از ایالات جنوبی ایالات متحده آمریکا است. در سرشماری سال ۲۰۰۰، جمعیت این شهر ۲۴۳۳ نفر اعلام شد.